# Jonas Geirnaert
Pour les articles homonymes, voir Geirnaert.
Jonas Geirnaert, né le 28 juillet 1982 à Winkel-Sainte-Croix (province de Flandre-Orientale), est un réalisateur, acteur, artiste de cabaret et auteur de bande dessinée belge néerlandophone.

## Biographie
Jonas Geirnaert naît le 28 juillet 1982 à Winkel-Sainte-Croix, une section de la ville de Gand.
Il étudie l'animation à l'académie royale des beaux-arts de Gand (KASK). En mai 2004, il remporte le Prix du Jury des courts métrages au Festival de Cannes avec son court métrage d'animation Flatlife (11 min). La première minute du film est la seule partie sonore car il s'agit d'un projet étudiant qui est inachevé au moment de la date limite d'inscription à la sélection.
Bien que Flatlife n'ait aucun message politique, le film précédent de Jonas, The All-American Alphabet, en avait clairement un. Sur scène à Cannes, il a un message pour tous les Américains : « Ne votez pas Bush ». Même si de telles déclarations sont populaires à l'époque, ses tendances politiques sont d'extrême gauche, car il est membre du parti marxiste des travailleurs de Belgique PVDA.
À l'automne 2005, il réalise la série télévisée humoristique Neveneffecten pour la chaîne de télévision publique Canvas avec ses collègues comédiens Lieven Scheire, Koen De Poorter et Jelle De Beule. En 2011, ce même groupe de quatre personnes réalise l'émission télévisée Basta qui propose également une critique satirique des phénomènes culturels actuels, comme les services d'assistance, le journalisme non critique, les jeux d'appels télévisés, la production de viande et les escrocs sur Internet. Grâce à leurs actions, certains des abus les plus frauduleux ont pris fin, notamment les jeux d'appels télévisés illégaux de facto sont interdits à la télévision en Flandre.

### Kabouter Wesley
La création la plus connue de Jonas Geirnaert naît par hasard. En 2004, alors qu'il travaille sur son film d'animation Flatlife, il a besoin de se détendre un peu. Après de longues heures, il commence à griffonner des bandes dessinées sur un stupide gnome. Les dessins comme la comédie sont délibérément idiots, grossiers et enfantins, destinés uniquement à son plaisir personnel. Quatre ans plus tard, il réutilise ce personnage pour lancer une bande dessinée professionnelle, Kabouter Wesley, qui paraît dans le magazine Humo le 18 novembre 2008. Cependant, « professionnel » n'est peut-être pas le premier mot qui lui vient à l'esprit : il utilise délibérément le même style de dessin pseudo-infantile et comédie idiote. Les phylactères remplis de son écriture à l'aspect enfantin sont maladroitement placés à l’intérieur des cases. Les personnages sont construits à partir de traits de crayon carquois, aux couleurs débordantes, comme s'ils étaient dessinés par un enfant. Les animaux sont à peine reconnaissables, à moins qu'ils ne s'adressent à eux-mêmes comme tels. Le personnage principal Kabouter Wesley est un gnome boudeur et grincheux. L'habitant de la forêt, facilement agité, se retrouve dans des aventures surréalistes, rencontrant d'autres gnomes, robots, extraterrestres, animaux et objets animés qui le confondent ou l'ennuient constamment. La comédie est absurde, grossière, mais avec une atmosphère globalement charmante. Les gags brisent souvent le quatrième mur et jouent avec les attentes du lecteur. Parfois, il crée une construction farfelue, mais renverse ensuite le récit avec un rebondissement ridicule. Il s'est directement inspiré de Mister O de Lewis Trondheim, qui fait une apparition dans l'épisode De Lotto (2009). Selon lui, c'est la saccade générale qui fait le succès de la bande dessinée.
Kabouter Wesley gagne rapidement en popularité parmi les lecteurs de Humo. Dans le cadre du concours annuel de popularité du magazine - le Pop Poll - Geirnaert a été élu Meilleur dessinateur deux fois de suite : en 2009 et 2010. Tout un exploit pour le nouveau venu, puisque le dessinateur-maison de Humo, Kamagurka, n'a cessé de gagner dans cette catégorie depuis 1976. Kabouter Wesley apparaît également dans un jeu vidéo spécial et dans des campagnes publicitaires faisant la promotion des trajets en tram vers la côte belge. En 2010, le festival international du dessin humoristique de Knokke organise le premier Kabouter Wesley Day, avec le tramway de la côte belge temporairement transformé à la manière du Kabouter Wesley. Le personnage fait des caméos dans d'autres bandes dessinées belges : Pedo-Alarm de la série Urbanus de Willy Linthout et Urbanus ainsi que dans Omtrent Oscar de la série De Kiekeboes de Merho, récits tous deux publiés en 2012. Cependant, la série hebdomadaire de bandes dessinées Kabouter Wesley cesse de paraître au printemps 2009.

### Collaborations avec Jeroom
Au début des années 2010, Jonas Geirnaert et Jeroom, un autre dessinateur de Humo, collaborent à quelques bandes dessinées absurdes sur des célébrités des médias flamands pour le magazine Humo. L’une mettait en vedette Wouter Beke, un homme politique démocrate-chrétien. Geirnaert et Jeroom l'ont dépeint comme une sorte de super-héros, luttant contre d'autres politiciens. Il en résulte que la bande dessinée l'a aidé à devenir célèbre auprès de personnes autrement indifférentes à la politique. Ils entament une nouvelle collaboration à l'occasion du Championnat d'Europe de football 2012 et de la coupe du monde de football 2018, où ils réalisent une série de bande dessinée sur l'équipe nationale belge de football, les Diables Rouges, sur les joueurs dans des aventures absurdes. Ils écrivent les gags et les histoires ensemble, mais Jeroom est le seul dessinateur.

### Hommage rendu
À l'occasion du 60e anniversaire de Gaston Lagaffe, il rend également hommage au personnage d'André Franquin dans l'album collectif Gefeliciflaterd ! publié aux éditions Dupuis en 2017.

### Vie privée
Il vit avec sa compagne Julie Mahieu et ils devenus parents d'un fils prénommé Joah en 2020.

## Parentèle
Le dessinateur de bande dessinée Morris, le créateur de Lucky Luke, était le petit-neveu de la grand-mère de Jonas Geirnaert.

## Œuvre

### Filmographie
Sauf indication contraire, les informations mentionnées dans cette section peuvent être confirmées par les bases de données cinématographiques IMDb et Allociné,  présentes dans la section « Liens externes ».
Liste non exhaustive

#### courts métrages d'animation
- 2002 : The All-American Alphabet[5]
- 2004 : Flatlife[6]

#### séries télévisées
- 2009-2010 : Kabouter Wesley[7]
- 2018 : De Dag[8]

## Prix et récompenses
- 2004 :  prix du Jury des courts métrages au Festival de Cannes pour Flatlife[2].

#### Articles
- Erik Martens, « Jonas Geirnaert, idéologue et anarchiste », Septentrion, no 4,‎ 2004, p. 74-76 (lire en ligne , consulté le 31 janvier 2025).